# Князья
Князья — река в России, протекает по Афанасьевскому району Кировской области. Устье реки находится в 17 км по левому берегу реки Колыч. Длина реки составляет 15 км.
Исток реки в 3,5 км к северо-востоку от посёлка Афанасьево. Река течёт на северо-восток, в среднем течении на правом берегу деревни Минеевская и Акиловская (Ичетовкинское сельское поселение). Впадает в Колыч юго-восточнее села Савинцы (Ичетовкинское сельское поселение).

## Данные водного реестра
По данным государственного водного реестра России, относится к Камскому бассейновому округу, водохозяйственный участок реки — Кама от истока до водомерного поста у села Бондюг, речной подбассейн реки — бассейны притоков Камы до впадения Белой. Речной бассейн реки — Кама.
Код объекта в государственном водном реестре — 10010100112111100000405.